# Ridderorden in Korea
De Koreaanse keizers hebben aan het einde van de 19e eeuw ridderorden naar Europees model ingesteld. Het land zelf was eeuwenlang een "kluizenaarstaat" waarin dergelijke Europese instellingen en gedachten niet konden doordringen.

- De Noord-Koreaanse orden staan opgesomd op Ridderorden in Noord-Korea.
- De Zuid-Koreaanse orden staan opgesomd op Ridderorden in Zuid-Korea

## De orden het het Keizerrijk Korea
De regerende Yi Dynastie heeft in 1900 ridderorden ingesteld. Korea was rond 1900 niet in staat om de Japanse agressie te weerstaan en werd een effectief protectoraat op 25 juli 1907 doordat het akkoord van 1905 betreffende de Protectoraat Overeenkomst werd uitgeroepen zonder het keizerlijk zegel van Keizer Gojong. Tot aan de Japanse annexatie werden zeven ridderorden naar Europese trant ingesteld. Men volgde het internationale protocol door de meeste orden in de gebruikelijke graden 
te verdelen. De Orde van de Gouden Maat is een "grote orde" met een enkele graad en vooral voor staatshoofden gedacht.
- De Grote Orde van Taejo van Joseon , (Koreaans: "Kumch'ok Taehunjang") 17 april 1900
- De Grote Orde van de Goedgunstige Sterren, (Koreaans: "Sosong Taehunjang") 17 april 1900

Deze orde wordt ook wel als de Tweede Klasse van de Orde van Taejo van Joseon beschouwd. 
- De Grote Orde van de Pluimebloesem, (Koreaans: " Lihwa Taehunjang ") 17 april 1900

Deze orde werd alleen aan de Grootkruisen van de Orde van Taeguk of "Taegukjang" verleend.
- De Orde van Taeguk (Koreaans: "Taegukjang") De Taeguk is in Nederlands bekend als "Yin-Yang" en men kan de naam ook als "Orde van het Koreaanse Wapen" vertalen.
- De Orde van de Purperen Valk (Koreaans: "Chaungjang") 16 april 1901
- De Orde van de Acht Trigrammen (Koreaans: "P'alwaejang") 16 april 1901

De trigramvan de I Tjing zijn ook in de Koreaanse cultuur belangrijke symbolen.
- De Orde van de Gelukbrengende Phoenix (Koreaans: "Bongjang") Een damesorde.